# 초소형 사진

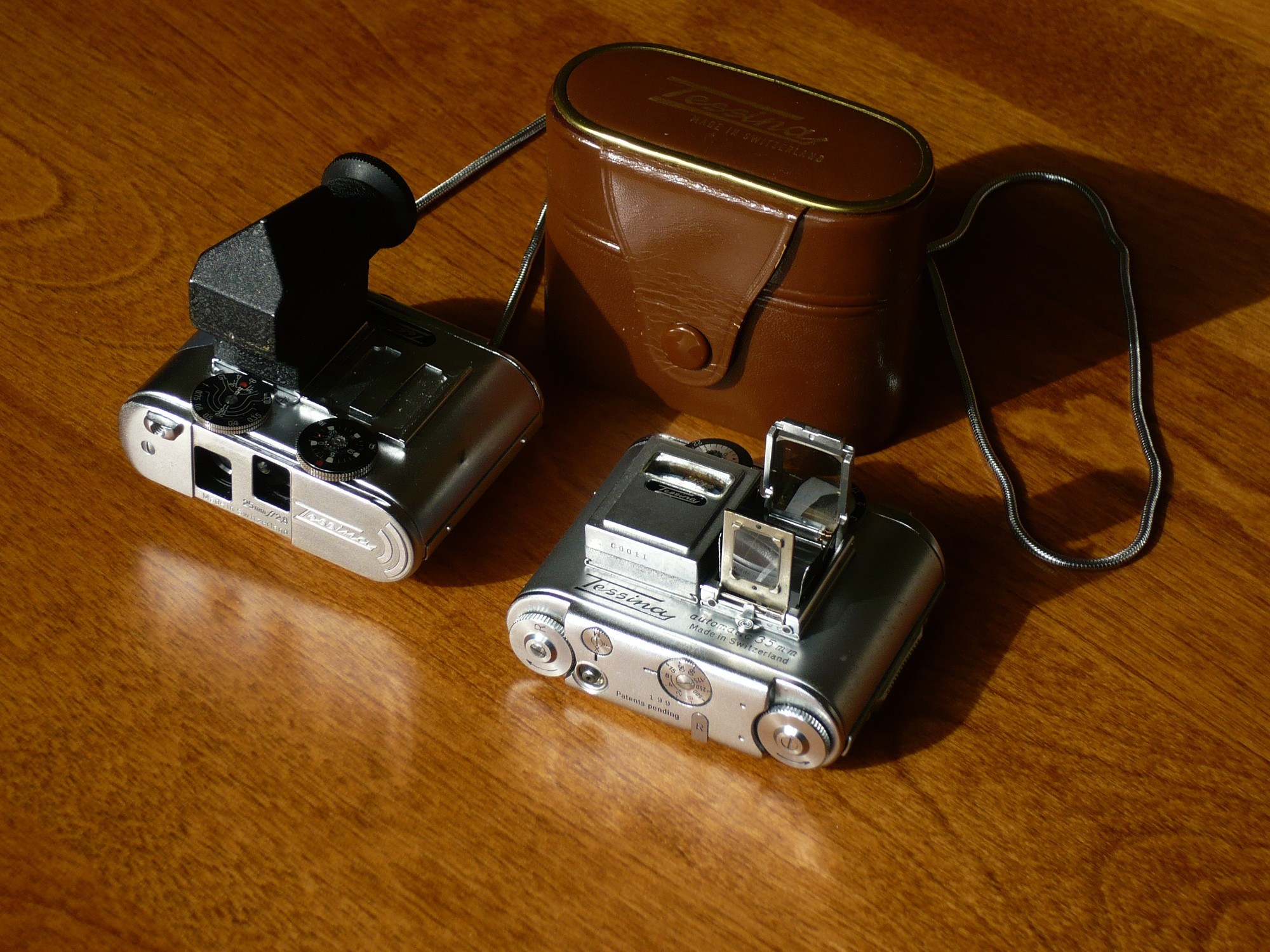
테시나 - 트윈 렌즈 초소형 카메라

초소형 사진 또는 서브미니어처 사진(Subminiature photography)은 16mm, 9.5mm, 17mm 또는 17.5mm 필름과 같이 35mm 필름보다 작은 크기의 필름 재료를 사용하여 작업하는 사진 기술 및 기술이다. 특별히 작지 않은 카메라로 미세한 피사체를 촬영하는 현미경 사진 촬영과는 다르다.

## 정의
서브미니어처(subminiature) — "크기가 매우 많이 감소됨", 옥스퍼드 영어 사전.
초소형 카메라는 "소형 카메라"보다 훨씬 작은 카메라 종류이다. "소형 카메라"라는 용어는 원래 35mm 필름을 스틸 사진용 네거티브 재료로 사용하는 카메라를 설명하는 데 사용되었다. 그래서 35mm보다 작은 필름을 사용한 카메라를 '서브미니어처'라고 불렀다.  이들 중 가장 작은 카메라를 흔히 '초소형'이라고 한다. 립스틱 카메라나 기타 소형 디지털 카메라는 필름을 사용하지 않기 때문에 포함되지 않는다. 초소형 카메라라고 불리는 소형 초소형 카메라, 특히 미녹스(Minox)는 간첩 행위와 관련이 있다.

## 같이 보기
- 비둘기 사진술